# Auchan
Auchan é um grupo francês de distribuição comercial.
Em 2024, o grupo contava com 2.354 lojas em 12 países.

## História
Gérard Mulliez, fundador e presidente do Grupo Auchan, abriu, em 1961, a primeira loja em Roubaix, no norte de França. Com esta loja nascia, também, uma nova fórmula de venda, que agrupava, pela primeira vez, o livre serviço e o discount.
Pioneiro no conceito de Hipermercado, o Grupo especializou-se, essencialmente, nesta área de distribuição. Com o sucesso alcançado em França, o Grupo iniciou a expansão para Espanha e Itália.
É o começo de uma história de sucesso, que transformou o Grupo Auchan num dos principais grupos de distribuição franceses no mundo, com um volume de vendas líquidas de 33,6 mil milhões de euros (um crescimento de 10,6% face ao ano anterior), consolidadas em 2005.

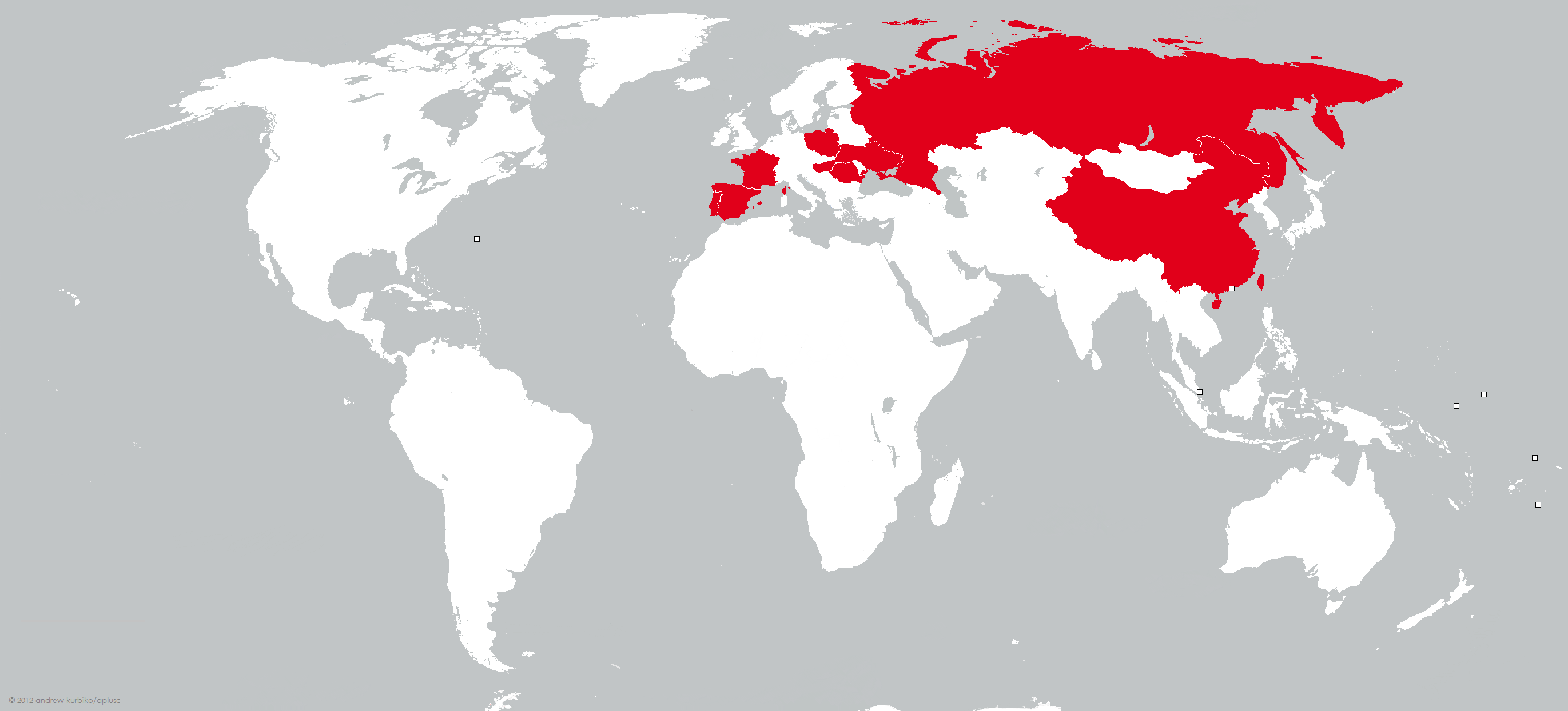
Lojas do Groupo Auchan no mundo

Auchan é uma empresa não cotada em Bolsa, detida pela Associação Familiar Mulliez em 83,8% e pelos colaboradores da empresa em 16,2%. Christophe Dubrulle é o Presidente da Direcção do Grupo.

## História da Auchan em Portugal
Em 1969 João Flores e Isabel Megre, à data estudantes do curso de Económicas do ISCEF (atual ISEG),  durante a sua viagem de finalistas ao Brasil, foram desafiados pelo empresário Valentim Dinis a desenvolver o negócio de supermercados em Portugal. Aceitaram o desafio e, de regresso a Portugal, começaram a procurar espaços para instalar o primeiro Pão de Açúcar. Em julho do mesmo ano, Valentim Diniz veio a Portugal com o filho Abílio Diniz (que viria a substituir o pai na liderança do grupo) para visitar os espaços selecionados, tendo sido escolhido o edifício da Avenida dos EUA, em Lisboa.
Estava formalmente formada a SUPA, Companhia Portuguesa de Supermercados.
Após meses de preparativos, no dia 1 de maio de 1970 foi inaugurado em Lisboa o supermercado Pão de Açúcar, com uma dimensão cinco vezes superior à da maior loja do género na altura, o que representou um marco importante na história da distribuição em Portugal.
Valentim Diniz queria ter um grupo português com dimensão na estrutura acionista, tendo sido escolhido o Grupo CUF para formar uma aliança. No seguimento desta união, o Pão de Açúcar inaugurou o segundo espaço comercial em Lisboa, o supermercado de Alcântara, em terrenos que pertenciam a uma antiga fábrica da CUF. Nos três anos seguintes foram abertos 17 espaços comerciais em Portugal e um em Luanda.
Em 1975, a cadeia de supermercados Pão de Açúcar foi intervencionada pelo Estado, através da participação que a CUF, então nacionalizada, tinha na empresa. Os destinos da SUPA passaram a ser controlados por uma comissão de trabalhadores.
Em 1977, após a SUPA abrir falência, os acionistas brasileiros regressaram à liderança e o grupo voltou a erguer-se. Anos mais tarde, vários dos espaços iniciais do Pão de Açúcar, foram vendidos a outra cadeia de distribuição e, em 1996, os supermercados e hipermercados Jumbo e Pão de Açúcar foram vendidos ao grupo francês Auchan. No dia 12 de setembro de 2019, a marca Jumbo/Pão de Açúcar passaram a ser Auchan.
Em 2024, adquire a rede de supermercados Minipreço ao Grupo DIA por 155 milhões de euros. Até ao final de 2025 continua a mudança de todas as lojas Minipreço para a marca Auchan. As tipologias Minipreço Express e Minipreço Market serão transformaras em MyAuchan já as lojas Minipreço Family em Auchan Supermercado.
Com a compra do Minipreço, a Auchan ficou como o quarto maior retalhista em Portugal com mais de 580 lojas, 30 postos de combustível, uma loja online e quatro entrepostos.

#### Operação em Portugal[7]
| Nome                        | Tipo de loja                                                                                         | Nº de lojas |
| --------------------------- | --- | ----------- |
| Auchan                      | Hipermercado                                                                                         | 30          |
| Auchan Supermercados        | Supermercados                                                                                        | 36          |
| MyAuchan                    | Mercados de proximidade                                                                              | 498         |
| My Auchan Saúde e Bem Estar | Medicamento não sujeitos a receitas médicas, produtos de ótica, perfumaria, cosmética, produtos bebé | 14          |
| Auchan PET                  | Produtos para animais                                                                                | 3           |
| Auchan Gasolineira          | Posto de abastecimento                                                                               | 31          |

## Marcos históricos do Grupo Auchan
- 1961 Abertura da primeira loja, em Roubaix.
- 1977 Abertura do capital aos colaboradores, em França.
- 1981 Início da internacionalização com o alargamento do Grupo a Espanha.
- 1994 Alargamento da estratégia de internacionalização à Polónia, ao México, ao Luxemburgo, à Hungria, aos E.U.A, à Argentina e à China.
- 1996 Aquisição da Docks de France, o que leva o Grupo Auchan à 3ª posição no ranking da distribuição em França. Grupo Auchan compra o Pão de Açúcar Portugal.
- 1997 Associação ao grupo IFIL, proprietário da Rinascence, um dos principais grupos de distribuição em Itália.
- 2001 Acordo com a RT Mart, de Taiwan. Acordo de parceria com o Grupo ONA, em Marrocos, estando agora presente através dos hipermercados Marjane e dos supermercados Acima. Aquisição de 49% da Coforma, a filial de distribuição do ONA.
- 2002 Abertura do hipermercado Mytishi, na Rússia.
- 2004 Reorganização do Grupo em 4 áreas: - Hipermercados; - Supermercados; - Banco Accord; - Ceetrus. A Auchan passou a deter 100% do capital La Rinascente (aquisição de 50% do capital ao Grupo IFIL) - Itália.
- 2006 Vianney Mulliez sucede a Gérard Mulliez na Presidência do Conselho de Vigilância Internacional do Grupo Auchan.
- 2024 Auchan compra o Minipreço.

## Locais
Em 2024, o grupo contava com 2.354 lojas em 12 países.

### Europa
- França
- Espanha
- Hungria
- Luxemburgo
- Romênia
- Portugal
- Polónia
- Rússia
- Ucrânia

### Ásia
- Tajiquistão

### África
- Senegal
- Costa do Marfim